# Indragarh
Indragarh é uma cidade e um município no distrito de Bundi, no estado indiano de Rajastão.

## Demografia
Segundo o censo de 2001, Indragarh tinha uma população de 5265 habitantes. Os indivíduos do sexo masculino constituem 51% da população e os do sexo feminino 49%. Emdragarh tem uma taxa de literacia de 63%, superior à média nacional de 59.5%: a literacia no sexo masculino é de 72% e no sexo feminino é de 53%. Em Indragarh, 17% da população está abaixo dos 6 anos de idade.